# Ejército de Liberación Nacional (Bolivien)
Die ELN (Ejército de Liberación Nacional; deutsch Nationale Befreiungsarmee) war Ende der 1960er und in den 1970er Jahren die bedeutendste bolivianische Guerillabewegung. Sie war marxistisch orientiert.
In Kolumbien existiert eine Guerillagruppe mit dem gleichen Namen.

## Die Guerilla von Ñancahuazú in Bolivien

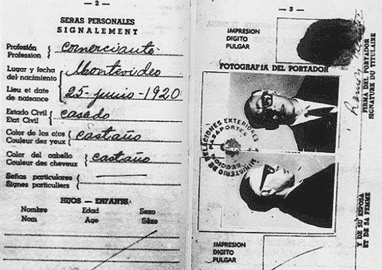
Mit gefälschten uruguayischen Papieren gelang es Che Guevara 1966, als „Adolfo Mena González“ nach Bolivien einzureisen

1966 erhielt die Nationale Befreiungsarmee Boliviens aktive Unterstützung durch Kuba. Das kubanische Engagement in Südamerika geht wahrscheinlich auf das Betreiben Che Guevaras zurück, der zuvor (1965) im Kongo vergeblich versucht hatte, die marxistische Revolution nach Afrika zu tragen, und sich nun, von Afrika enttäuscht, wieder Lateinamerika zuwandte. Zunächst wurde über Peru als nächsten Einsatzort nachgedacht, doch schließlich gingen die kubanischen comandantes Che Guevara und Juan Vitalio Acuña Núñez sowie andere bewaffnete kubanische Kämpfer nach Bolivien, um dort zusammen mit der ELN eine Guerillabewegung aufzubauen.
Die Kubaner um Che Guevara versuchten die Erfahrungen, die sie in ihrem erfolgreichen kubanischen Guerillakampf (1957–1959) mit der Rebellenarmee des M-26-7 in den Bergen der Sierra Maestra gesammelt hatten, auf Bolivien zu übertragen. Als Basislager kauften die Kubaner ein abgelegenes Gehöft am Río Ñancahuazú im Departamento Santa Cruz in Zentralbolivien zwischen den Städten Santa Cruz de la Sierra und Sucre an den östlichen Abhängen der Anden gelegen. In der Nacht auf den 7. November 1966 kam die verkleidete Gruppe um Che Guevara über Cochabamba dort an. Als Kontaktperson fungierte u. a. die Ostdeutsche Tamara Bunke, die zunächst in La Paz im Untergrund für die logistische Unterstützung der Guerillatruppe sorgte und nach ihrer Enttarnung am 21. März 1967 zur kämpfenden Truppe in die Wälder floh.
Bevor ihnen der Aufbau einer schlagkräftigen Gruppe gelungen war, wurden sie enttarnt und ab März 1967 in Scharmützel mit dem bolivianischen Militär verwickelt, das bei der Jagd auf die marxistischen Guerilleros vom US-Geheimdienst CIA unterstützt wurde. Dieser Umstand zwang die Rebellen, ihr Basislager zu verlassen und sich in die Wälder zurückzuziehen. Aber bereits im April 1967 wurde die Truppe getrennt: Guevara führte die Hauptgruppe an, die auf der Suche nach der abgetrennten Nachhut in den östlichen Anden-Abhängen umherirrte und hin und wieder Hinterhalte gegen die bolivianische Armee legte. Die Nachhut wurde von Guevaras Stellvertreter Juan Vitalio Acuña Núñez angeführt. Ein Kontakt zwischen den beiden Gruppen konnte aber bis zum Schluss nicht mehr hergestellt werden.

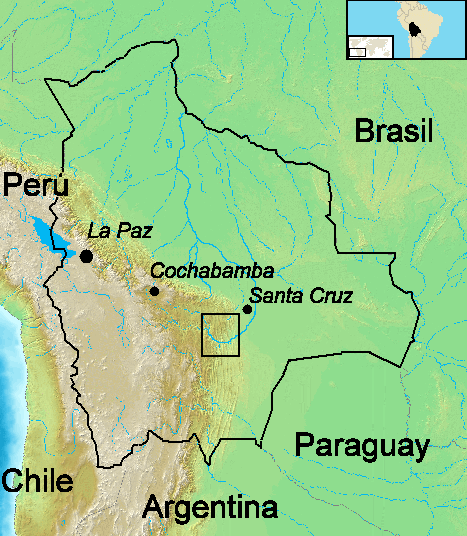
Das Gebiet, in welchem die ELN 1966–1967 operierte, auf der Karte Boliviens

Letztlich gelang es der ELN in dieser Phase des Kampfes nicht, die verarmten Bauern im bolivianischen Hochland für ihre Sache zu gewinnen. Zwar respektierte und unterstützte die vorwiegend indigene Landbevölkerung die Rebellen, blieb aber ansonsten auf Distanz zum bewaffneten Kampf. Auf dem Lande schlossen sich lediglich zwei einheimische Bauern der Truppe an. Andererseits scheiterte der Versuch, die Revolution nach Bolivien zu tragen, nicht zuletzt auch an der fehlenden Unterstützung durch die Kommunistische Partei Boliviens (PCB) unter Mario Monje. Grundsätzlich hatte wohl aber auch Che Guevara die im Vergleich zum kreolisch-karibischen Kuba ganz anders gelagerte Mentalität in den bolivianischen Anden falsch eingeschätzt, insbesondere die der in Jahrhunderten in extremer feudaler Abhängigkeit lebenden indigenen Bevölkerung.
Mitte des Jahres 1967 wurde das Rückzugsgebiet der bewaffneten Kämpfer immer enger. Bereits im August 1967 wurde die Nachhut aufgerieben. Am 31. August 1967 starb Juan Vitalio Acuña Núñez zusammen mit Tamara Bunke in einem feindlichen Hinterhalt am Río Grande bei Vado de Puerto Mauricio. Ihre Körper wurden sieben Tage später am Ufer des Río Grande gefunden. Che Guevaras Gruppe, die am Ende nur noch aus 14 Personen bestand, wurde am 8. Oktober 1967 in der nahe dem Dorf La Higuera liegenden Schlucht Quebrada del Churo (auch: Quebrada del Yuro) von Regierungstruppen aufgespürt. Nach heftigen Kämpfen wurde der verwundete Guevara zusammen mit Simeón Cuba Sarabia gefangen genommen und ins Schulgebäude von La Higuera gebracht. Dort wurde er unter anderem durch den CIA-Agenten Félix Rodríguez verhört.
Am 9. Oktober 1967 wurde Che Guevara vor Ort von Mario Terán, einem Feldwebel der bolivianischen Armee, ohne Gerichtsverhandlung erschossen. Dieser hatte sich zwar als Freiwilliger für die Hinrichtung gemeldet, bekam es dann jedoch mit der Angst zu tun, so dass er erst nach mehreren Stunden und unter starkem Alkoholeinfluss bereit war, die Erschießung vorzunehmen. Anschließend sollte die Leiche Guevaras spurlos beseitigt werden. Sie wurde deshalb auf dem Flugplatz im etwa 30 Kilometer entfernten Vallegrande heimlich begraben. Erst 1997 wurden die verschollenen Gebeine gefunden und nach Kuba überführt, wo sie in einem eigens geschaffenen Mausoleum in Santa Clara beigesetzt wurden. Die Bestattungszeremonie am 12. Juli 1997 war eher flüchtig und fand in einem familiären Rahmen statt.
Che Guevaras persönliche Erfahrungen während der bolivianischen Zeit sind in seinem später veröffentlichten Bolivianischen Tagebuch dokumentiert.
Die Ermordung Che Guevaras hatte aber ein Nachspiel:
- Polizeioberst Roberto Quintanilla vom Innenministerium, der für das Abhacken der Hände Che Guevaras nach dessen Tod verantwortlich war, wurde am 1. April 1971 in Hamburg, wo er als Konsul tätig war, von einer Frau mit mehreren Schüssen aus einem Revolver getötet. Die Täterin hinterließ eine schriftliche Botschaft („Sieg oder Tod – ELN“) und wurde ohne abschließende Sicherheit als die Boliviendeutsche Monika Ertl identifiziert.
- Der Kommandeur der 8. Division, Joaquin Zenteno, wurde 1976 in Paris von einem Guerillakommando liquidiert.
- Der Bauer Honorato, der die Guerilleros in den Hinterhalt von Valdo del Yeso geführt hatte, wurde nur ein Jahr nach Guevaras Tod von den Guerilleros ermordet.

## Die ELN ab 1967
Die ELN bestand nach Che Guevaras Tod aus nur noch sechs Überlebenden: Den Kubanern Harry „Pombo“ Villegas, Dariel „Benigno“ Alarcón Ramírez, Leonardo „Urbano“ Tamayo und den Bolivianern Inti Peredo, David Adriazola „Dario“ Veizaga und Julio Luis „Ñato“ Méndez Korne. „El Ñato“ fand am 15. November nach Verfolgung durch das Militär den Tod. Die Kubaner schafften es nach Kuba zurückzukehren und die ELN wurde fortan von Inti Peredo geleitet, der ein neues Unterstützernetz aufbauen, „zurück in die Berge“ und die Guerillatätigkeit fortführen wollte. Die ELN finanzierte sich durch Banküberfälle und auch durch Lösegelder, die durch Entführungen von Geschäftsleuten beschafft wurden. Inmitten dieser Reorganisationsarbeit wurde „Inti“ am 9. September 1969 durch die Polizei erschossen bzw. laut anderen Quellen nach Verhaftung gefoltert und schließlich ermordet – wiederum unter Beteiligung von Oberst Roberto Quintanilla. Intis Nachfolger wurde sein jüngerer Bruder Osvaldo „Chato“ Peredo. In der Folgezeit gelang es der ELN, vor allem aus der sich radikalisierenden studentischen Jugend und dem befreiungstheologisch orientierten Jugendverband der Christdemokraten neue Mitglieder zu rekrutieren und im Juli 1970 einen neuen Guerillafokus bei Teoponte im Norden des Departamentos La Paz aufzubauen; ein Großteil der schnell vom Militär eingeschlossenen 70 Guerilleros starb dort an Hunger oder Schlangenbissen und nicht durch Kampfhandlungen. Durch die Intervention der Gewerkschaften und der städtischen Linken bekamen die acht Überlebenden, welche sich ergeben hatten (unter ihnen Chato Peredo), freies Geleit nach Chile. Die ELN beteiligte sich 1971 am Widerstand gegen die Regierung des durch Militärputsch an die Macht gelangten Hugo Banzer, dessen Sicherheitsapparat von dem ehemaligen Gestapomann Klaus Barbie alias „Klaus Altmann“ beraten wurde. Beim Versuch, diesen zu entführen und die urbane Struktur der ELN wieder aufzubauen, wurde die deutschstämmige Monika Ertl 1973 getötet. Die Strukturen der ELN wurden größtenteils in den Folgejahren durch die staatliche Repression zerschlagen oder zerfielen auf Grund interner Konflikte. Ohne dass die ELN sich jeweils formal aufgelöst hat, arbeiteten seit 1978 deren Mitglieder und Restgruppen in legalen politischen Parteien und Basisbewegungen mit.